# Glenn Hughes
Glenn Hughes (ur. 21 sierpnia 1952 roku w Cannock) – brytyjski wokalista, autor tekstów i piosenek, multiinstrumentalista. Znany przede wszystkim z występów w zespołach Trapeze, Deep Purple i Black Sabbath. Współtworzył również takie zespoły i projekty jak Hughes Turner Project, Finders Keepers, Phenomena, Michael Men Project, Hughes/Thrall, Black Country Communion i California Breed. Muzyk prowadzi ponadto solową działalność artystyczną. W 2016 został wprowadzony do Rock and Roll Hall of Fame.

## Działalność artystyczna

### Trapeze
Glenn Hughes był członkiem Trapeze od początku istnienia grupy. Na pierwszej płycie zespołu grał wyłącznie na gitarze basowej. Na dwóch kolejnych albumach był także głównym wokalistą i wraz z Melem Galleyem współkompozytorem całości repertuaru. W 1973 roku Hughes opuścił Trapeze i dołączył do Deep Purple. Po rozpadzie legendarnej grupy, w drugiej połowie 1976 roku Hughes powrócił do Trapeze. Zespół z Hughesem w składzie zagrał wówczas krótką trasę po Stanach Zjednoczonych. Planowano także nagrać nowy album w najlepszym składzie Trapeze. Ostatecznie Hughes postanowił wydać płytę solową (Play Me Out), na której znalazły się dwa utwory przygotowane z myślą o płycie Trapeze ("L.A. Cutoff" i "Space High"). Na albumie Hughesa wystąpili także gościnnie pozostali członkowie Trapeze – Mel Galley i Dave Holland. Trapeze w najsłynniejszym składzie reaktywował się jeszcze dwukrotnie w celach koncertowych – w 1992 i 1994 roku.

### Deep Purple
W 1973 roku Glenn Hughes dołączył do zespołu Deep Purple. W grupie przejął obowiązki basisty Rogera Glovera i wokalisty Iana Gillana. Rolę wokalisty prowadzącego dzielił wraz z szerzej nieznanym wówczas Davidem Coverdalem. Z Hughesem w składzie grupa zarejestrowała album pt. Burn, który ukazał się rok później. Materiał promowany utworem tytułowym odniósł sukces komercyjny w Wielkiej Brytanii i USA, gdzie uplasował się, odpowiednio, na 3. i 9. miejscu tamtejszych list przebojów. Po międzynarodowej trasie promującej płytę grupa rozpoczęła pracę nad kolejnym albumem. Wydawnictwo zatytułowane Stormbringer trafiło do sprzedaży w grudniu, także 1974 roku. Znaczną popularnością cieszył się pochodzący z płyty utwór pt. "Soldier of Fortune" emitowany przez liczne rozgłośnie radiowe w Stanach Zjednoczonych i Wielkiej Brytanii. Ostatni album długogrający z Hughesem w składzie pt. Come Taste the Band ukazał się pod koniec 1975 roku. Materiał postrzegany przez krytyków muzycznych jako słaby spotkał się z mniejszym zainteresowaniem publiczności niż poprzednie nagrania Deep Purple. Wkrótce potem, w marcu 1976 roku zespół został rozwiązany.

## Filmografia
- "Quiet Riot: Well Now You're Here, There’s No Way Back" (2014, film dokumentalny, reżyseria:Regina Russell Banali)[8]
- "Classic Rock Roll of Honour: Presented by Orange Amplification" (2014, film dokumentalny, reżyseria: Devin Dehaven)[9]
- "A Shot of Whisky" (2015, film dokumentalny, reżyseria: Steve Graham)[10]
- "The Ritchie Blackmore Story" (2015, film dokumentalny, reżyseria: Alan Ravenscroft)[11]

## Publikacje
- Glenn Hughes, Joel McIver, Deep Purple And Beyond: Scenes From The Life Of A Rock Star, 2010, Foruli Publications, ISBN 978-1-905792-05-4
- Glenn Hughes, Joel McIver, Glenn Hughes The Autobiography: From Deep Purple to Black Country Communion, 2011, Jawbone Press, ISBN 978-1-906002-92-3

## Instrumentarium
| Gitary basowe - Bill Nash P Bass White - Bill Nash P Bass Red - Bill Nash J Bass Purple - 1979 Rickenbacker 4001 |  | Inne - Orange AD200B MKIII Head - DigiTech Bass Synth Wah Bass Envelope Filter |

## Dyskografia
| Albumy solowe - Play Me Out (1977, RPM Records) - L.A. Blues Authority Volume II: Glenn Hughes – Blues (1992, Roadrunner Records) - From Now On... (1994, Empire Records) - Feel (1995, SPV GmbH) - Addiction (1996, SPV GmbH) - Talk About It (EP, 1997, SPV GmbH) - Greatest Hits: The Voice of Rock (1997, Empire Records) - The God of Voice: Best of Glenn Hughes (1998, Zero Corporation) - The Way It Is (1999, SPV GmbH) - A Soulful Christmas (2000, Pink Cloud Records) - From the Archives Volume I – Incense & Peaches (2000, Pink Cloud Records) - Return of Crystal Karma (2000, SPV GmbH) - Building the Machine (2001, SPV GmbH) - Different Stages: The Best of Glenn Hughes (2002, SPV GmbH) - Songs in the Key of Rock (2003, Frontiers Records) - Soulfully Live in the City of Angels (2004, Frontiers Records) - Soul Mover (2005, Frontiers Records) - Music for the Divine (2006, Frontiers Records) - Live in Australia (2007, Dtm) - First Underground Nuclear Kitchen (2008, Frontiers Records) - Live in Wolverhampton (2012, earMUSIC) - Resonate (2016, Frontiers Records) |  | Współpraca - The Work Tapes (oraz Geoff Downes, 1998, Blueprint) - The 1996 DEP Sessions (oraz Tony Iommi, 2004, Sanctuary Records) - Fused (oraz Tony Iommi, 2005, Sanctuary Records) - Sweet Revenge (oraz Robin George, 2007, Krescendo Records) Występy gościnne - Jon Lord – Windows (1974, Purple Records) - Roger Glover And Guests – The Butterfly Ball And The Grasshopper's Feast (1974, Purple Records) - Wizard’s Convention – Wizard’s Convention (1976, RCA Victor) - Pat Travers – Makin' Magic (1977, Polydor) - Climax Blues Band – Lucky For Some (1981, Warner Bros. Records) - Gary Moore – Run For Cover (1985, 10 Records) - John Norum – Face The Truth (1992, Epic Records) - Marc Bonilla – American Matador (1993, Reprise Records) - Quiet Riot – Rehab (2006, Demolition Records) - Moonstone Project – Hidden In Time (2008, Mausoleum Records) - Moonstone Project – Rebel On The Run (2009, Blistering Records) - Kens Dojo – Reincarnation (2010, AOR Heaven ) - Pushking – The World As We Love It (2011, Ear Music) - Joe Bonamassa – Dust Bowl (2011, Provogue) - The Slam – Hit It! (2011, Scarlet) - Ken Hensley – Love & Other Mysteries (2012, Esoteric Antenna) - Device – Device (2013, Warner Bros. Records) |